# 澀谷馬克城

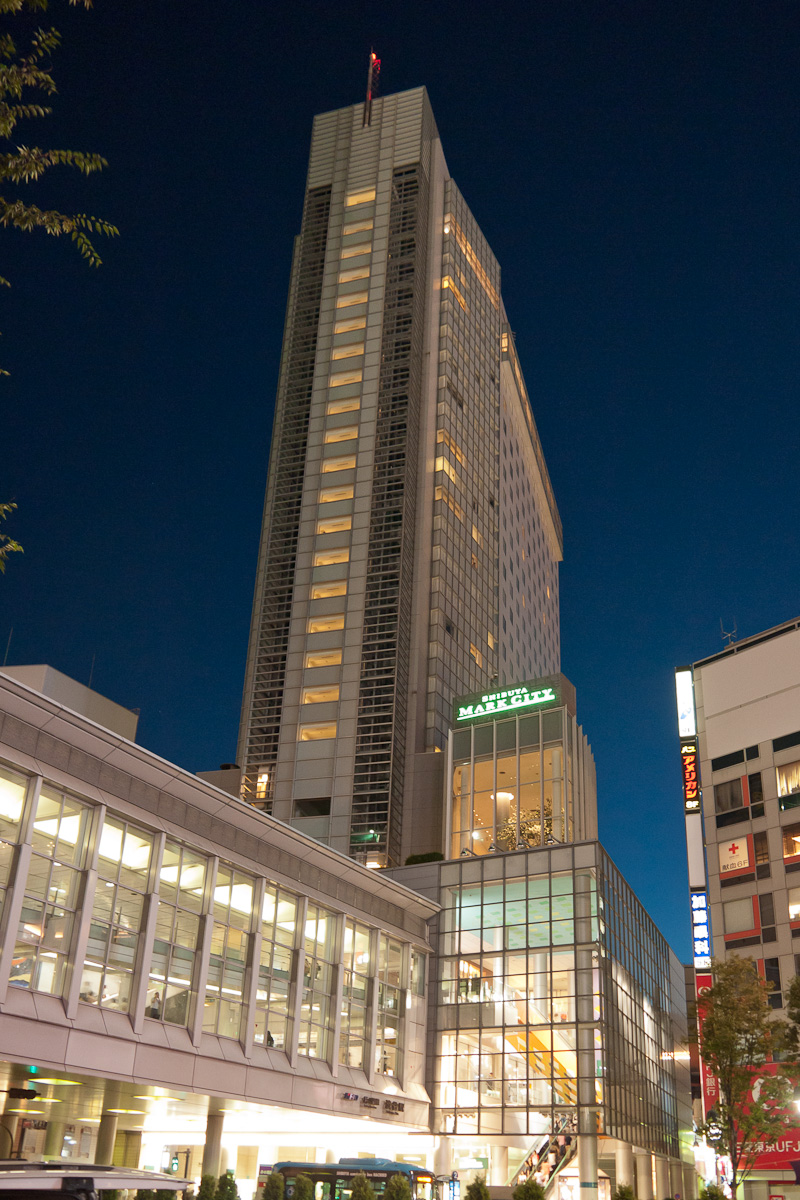

澀谷Mark City（日语：渋谷マークシティ）是位於日本東京都澀谷區道玄坂一丁目的一座商業設施，也是京王井之頭線的澀谷站。該建築獲得了2000年度好設計獎。該建築由東棟和西棟兩棟建築構成，在1994年開工，2000年4月7日開業。「MARK」取自於Mail、Access、Railroad、Key四詞。

## 外部連結
- 渋谷マークシティ （页面存档备份，存于）（日語）
- 渋谷エクセルホテル東急 （页面存档备份，存于）（日語）
- 京王電鉄 渋谷駅 （页面存档备份，存于）（日語）
- 東急バス 渋谷マークシティのりば案内 （页面存档备份，存于）（日語）
- 澀谷馬克城的Facebook專頁 （日語）
- 澀谷馬克城的Instagram帳戶（日語）